# Animáci
Animáci (v anglickém originále Animaniacs) jsou americký animovaný komediální muzikální televizní seriál, který vytvořil Tom Ruegger v roce 1993 pro dětský programový blok Fox Kids televizní stanice Fox Broadcasting Company. Roku 1995 se seriál přesunul na stanici The WB, kde byl vysílán na odpoledním bloku Kids' WB. Závěrečný díl měl premiéru 14. listopadu 1998. Po seriálech Drobečkové a The Plucky Duck Show se jedná o třetí animovaný seriál produkovaný společností Amblin Television režiséra Stevena Spielberga ve spolupráci s Warner Bros. Animation. Celkem bylo odvysíláno 99 dílů v pěti řadách, přičemž k seriálu vyšel také celovečerní film Wakko's Wish. Reprízy se později vysílaly na stanicích Cartoon Network (1997–2001), Nickelodeon (2001–2003), Nicktoons (2003–2005) a Discovery Family (tehdy The Hub Network; zahájení premiérou filmu Wakko's Wish; 2012–2014).
Animáci jsou varieté s krátkými skeči, v nichž vystupuje velké množství postav. Ačkoli pořad neměl žádný pevně stanovený formát, většina epizod se skládala ze tří krátkých miniepizod, z nichž v každé vystupovala jiná skupina postav, a z překlenovacích segmentů. K charakteristickým znakům seriálu patří hudba, satirický společenský komentář, odkazy na popkulturu, hlášky postav a skryté narážky zaměřené na dospělé publikum.
V lednu 2018 bylo oznámeno, že vznikne reboot původního seriálu se dvěma řadami, jenž bude produkován ve spolupráci se společnostmi Amblin Entertainment a Warner Bros. Animation. Navrátí se producent Steven Spielberg, písničkář Randy Rogel a řada původních hlasových herců. Seriál měl premiéru 20. listopadu 2020 na streamovací službě Hulu, druhá řada měla 5. listopadu 2021 a závěrečná třetí řada pak byla zveřejněna 17. února 2023.

## Pozadí

### Prostředí
Sourozenci Warnerovi žijí ve Vodárenské věži Warner Bros. na pozemku studia Warner Bros. v Burbanku v Kalifornii. Postavy ze seriálu se však v epizodách objevovaly na různých místech a v různých časových obdobích. Setkávaly se také slavnými osobnostmi a tvůrci minulosti i současnosti, stejně jako s mytologickými postavami a postavami ze současné popkultury a televize. Andrea Romano, castingová režisérka a režisérka nahrávání, řekla, že sourozenci Warnerovi fungovali v seriálu jako „pojítko“, protože se objevovali v segmentech ostatních postav a uváděli je.
Každá epizoda seriálu se obvykle skládala ze dvou nebo tří krátkých kreslených filmů. Tyto segmenty byly různě dlouhé, od segmentů o délce necelé minuty až po epizody trvající celou délku pořadu; scenárista Peter Hastings řekl, že různé délky dílů dodaly pořadu atmosféru „komediálního skeče“.

### Postavy
Seriál Animáci měl velké množství postav rozdělených do jednotlivých segmentů, přičemž každá dvojice nebo soubor postav vystupovala ve vlastním ději. Sourozenci Warnerovi, Yakko, Wakko a Dáda (Dot), jsou tři kreslené hvězdy neznámého druhu z 30. let 20. století (jednu z nich animátor Tom Ruegger pojmenoval jako „Cartoonus characterus“), které byly až do 90. let zavřené ve věži WB, kdy utekly. Po jejich útěku se často stýkali s dalšími pracovníky studia Warner Bros., včetně Ralpha z ochranky, psychiatra Dr. Otty Scratchansniffa a jeho asistentky Ahoj Sestry (Hello Nurse). Ruda a Kápo (Pinky and the Brain) jsou dvě geneticky upravené antropomorfní laboratorní myši, které neustále intrikují a snaží se ovládnout svět. Veverka Kecka (Slappy Squirrel) je osmdesátiletá antropomorfní kreslená hvězda, která dokáže snadno přelstít protivníky a využívá svých lstí k tomu, aby svého synovce, veverčáka Hoppyho (Skippy Squirrel), poučila o technikách kreslených filmů. Mezi další hlavní postavy patřili tři antropomorfní italsko-američtí holubi známí jako Péřáci (The Goodfeathers), Očko a Minka (Buttons and Mindy), Kuře Boo (Chicken Boo), Flavio a Marita (segment The Hip Hippos) a Katie Ka-Boom. Exkluzivně se v první řadě seriálu ve vlastních segmentech objevili Rita a Rex (Rita a Runt), dva zatoulanci, kteří se dostávají do obrovských problémů a dobrodružství, a Minerva Mink, mladá a atraktivní antropomorfní norka. Segment s postavami Rudou a Kápem byl jediným, kromě samotných Warnerů, jenž se dostal do rebootu, vyjma dílu „Good Warner Hunting“, ve kterém se na jeho konci objevily všechny původní postavy, kromě postav Rudy a Kápa.

## Produkce

### Koncept
Před vznikem seriálu Animáci se společnost Warner Bros. snažila přesvědčit režiséra Stevena Spielberga, aby pro ni natočil animovaný film. Prezidentka studia Warner Bros. Animation Jean MacCurdy nechala najmout režiséra Toma Rueggera, úspěšného tvůrce seriálu Štěně jménem Scooby-Doo, aby pomohl Spielbergovi s vývojem konceptu. Ruegger předložil Spielbergovi myšlenku na použití mladších verzí postav ze série krátkých filmů Looney Tunes s cílem zachytit stejnou potrhlost těchto kreslených filmů, což nakonec vedlo ke vzniku seriálu Drobečkové (Tiny Toon Adventures). Drobečkové byli považováni za úspěch, získali řadu cen Daytime Emmy a cenu Primetime Emmy a oživili animační oddělení společnosti Warner Bros.
Po úspěchu Drobečků naléhali Spielberg a MacCurdy na Rueggera, aby přišel s dalším nápadem na seriál. Spielberg zdůraznil, že je třeba vytvořit něco s markýzovým jménem. Ruegger si již představoval, že v tomto novém seriálu použije trojici postav ptakopysků, které vytvořil pro svůj studentský film The Premiere of Platypus Duck během studia na univerzitě Dartmouth College. Rozhodl se v něm také odkázat na společnost Warner Bros. poté, co se prošel po pozemku studia a uviděl jeho charakteristickou vodárenskou věž. Dva pojmenoval Warner Brothers (bratři Warnerovi) a jejich sestru nazval Dot (její jméno představuje tečku v názvu „Warner Bros.“); studio jeho návrh odsouhlasilo a postavy se tak s ním přímo spojily. Spolu s oživením návrhů postav Ruegger vykreslil charaktery sourozenců Warnerových podle svých tří synů, jež v té době mohli být potížisty. Protože Warneři byli od počátku 30. let zobrazováni jako kreslené hvězdy, Ruegger a další výtvarníci vytvořili pro Animáky obrázky Warnerů podobné kresleným postavičkám z počátku 30. let. Jednoduché černobílé kresby potulných kabaretů byly velmi časté v kreslených filmech 20. a 30. let, například Buddy, Kocour Felix, Šťastný králík Oswald a rané verze Mickey Mouse a Minnie Mouse.

### Scénář
Steven Spielberg působil na seriálu jako výkonný producent pod svou značkou Amblin Entertainment. Showrunner a vedoucí producent Tom Ruegger vedl celou produkci a scenáristický tým. Ruegger přizval Sherri Stonerovou, jež se podílela i na produkci seriálu Drobečkové, aby pomohla s tvorbou jeho konceptu. Producenti Peter Hastings, Sherri Stonerová, Rusty Mills a Rich Arons se podíleli na scénářích mnoha epizod a aktivně se účastnili i skupinových diskusí ve scenáristickém týmu. Stonerová pomohla najmout většinu zbývajících scenáristů, mezi něž patřili Liz Holzmanová, Paul Rugg, Deanna Oliverová, John McCann, Nicholas Hollander, Charlie Howell, Gordon Bressack, Jeff Kwitny, Earl Kress, Tom Minton a Randy Rogel. Hastings, Rugg, Stonerová, McCann, Howell a Bressack se věnovali psaní komediálních skečů zatímco ostatní, včetně Kresse, Mintona a Ragela, se zabývali kreslenou tvorbou.
Scenáristé a animátoři seriálu Animáci využili zkušeností získaných z předchozího seriálu a vytvořili nové postavy, jež vycházely z výtvorů Chucka Jonese a Texe Averyho a které tak navázali na mnoho dvojic z jejich klasických krátkých filmů. Bratři Marxové, zvláště se svým prolamováním čtvrté stěny, také výrazně přispěli ke komiksové stylizaci seriálu.
Zatímco sourozenci Warnerovi byli ústředním bodem pořadu, scenáristé se rozhodli vytvořit další dvojice nebo trojice, aby se kreslený pořad podobal spíše varieté s tematikou komediálního skeče. Výkonný producent Steven Spielberg uvedl, že neuctivost kreslených filmů Looney Tunes inspirovala obsazení Animáků. Stejně jako Ruegger napsal sourozence na základě svých vlastních synů, i další dvojice nebo trojice vycházely z podobných osobních vztazích, které měli scenáristé. Ruegger vytvořil postavy Rudu a Kápa poté, co se nechal inspirovat osobnostmi dvou svých kolegů z Drobečků, Eddieho Fitzgeralda a Toma Mintona, jež s ním pracovali ve stejné kanceláři. Přemýšlel, co by se stalo, kdyby se Minton a Fitzgerald pokusili ovládnout svět. Myšlenku si oblíbil poté, co ke dvojici karikatur nakreslenou animátorem Brucem Timmem přidal myší uši a nosy. Deanna Oliverová přispěla scénáři k Péřákům a postavou Kuře Boo, zatímco Nicholas Hollander vytvořil Katie Ka-Boom podle své dospívající dcery. Stonerová vytvořila Veverku Kecku, když si jiný scenárista a její přítel, John McCann, dělal legraci z její kariéry v televizních filmech, kde hrála problémové teenagery. Když McCann vtipkoval, že Sherri bude hrát problémové teenagery i v padesáti letech, rozhodla se udělat z postavy Kecky starší osobu, jež se chová jako teenager. Stonerové se myšlenka zestárlé kreslené postavy líbila, protože zestárlá kreslená hvězda by znala tajemství a nepěkné věci ostatních kreslených filmů. Spielberg také vytvořil a prověřil několik dalších postav, které mohly být do seriálu zařazeny. Mezi ty, jež byly ponechány, patřily The Hip Hippos, Rita a Rex, Minerva Mink a Očko a Minka, z nichž posledně jmenovaná zůstala díky Spielbergově dceři.
Jak Hastings poznamenal, vymyšlené příběhy netvořily výhradně scénář Animáků: „Nebyli jsme tu proto, abychom vyprávěli poutavé příběhy... [Jako scenáristé] jste mohli vytvořit skutečný příběh, mohli jste recitovat Hvězdotřpytný prapor nebo jste mohli parodovat reklamu... mohli jste dělat všechny tyto věci a měli jsme obrovskou svobodu a talent, jenž to zaručoval.“ Scenáristé napsali pro seriál příběhy, které ve skutečnosti zažili; epizody „Ups and Downs“ „Survey Ladies“ a „I Got Yer Can“ byly založené na skutečných událostech, jež se staly Ruggovi, Deanně Oliverové a Stonerové. Další epizoda, „Bumbie's Mom“, parodovala film Bambi a vycházela z reakce Stonerové v jejím dětství na tento film.
V jednom rozhovoru scenáristé vysvětlili, jak Animáci umožnili psát bez omezení a otevřeně. Hastings řekl, že formát seriálu měl atmosféru komediálního skečového pořadu, protože se segmenty Animáků mohly značně lišit jak časově, tak tematicky. Stonerová prozradila, že scenáristé seriálu dobře pracovali jako tým, protože si mohli navzájem radit, jak napsat nebo dokončit příběh, jako tomu bylo u dílu „The Three Muska-Warners“. Rugg, Hastings a Stonerová se také zmínili o tom, že psaní Animáků bylo svobodné v tom, že mohli psát o parodických tématech, jež by se v jiných seriálech neuchytily.
Seriál Animáci vznikl po přijetí zákona o dětské televizi v roce 1990, jenž vyžadoval, aby pořady určené dětem obsahovaly vzdělávací obsah. Scenáristé vzdělávací obsah do pořadu částečně zapracovali tím, že se v něm postavy setkávaly s historickými osobnostmi, a vytvářeli písně jako „Yakko's World“, v níž byly vyjmenovány všechny státy tehdejšího světa.

### Obsazení
V seriálu Animáci se představili Rob Paulsen jako Yakko, Ruda (Pinky) a Dr. Otto von Scratchansniff, Tress MacNeilleová jako Dáda (Dot), Jess Harnell jako Wakko, scenáristka Sherri Stonerová jako veverka Kecka (Slappy Squirrel), Maurice LaMarche jako Kápo (Brain), Dodo (Squit) a říhací segmenty „The Great Wakkorotti“ (Harnell řekl, že si ho s touto rolí často pletou) a zkušený dabér Frank Welker jako strážník Ralph, Thaddeus Plotz a Rex (Runt). Andrea Romanoová řekla, že herci chtěli, aby Paulsen hrál roli Yakka: „S Robem Paulsenem jsme již spolupracovali na několika jiných seriálech a chtěli jsme, aby hrál Yakka.“ Uvedla, že štáb neměl „žádný problém“ s výběrem role Dády, a o MacNeilleové řekla, že je „prostě k popukání... A přitom [má] takový ten osten.“ MacNeilleová namluvila dříve v seriálu Drobečkové postavu Babs Bunnyho, což byla pro ni role „šitá na míru“, a Spielberg ji povzbudil, aby se zúčastnila konkurzu na roli Dády v Animácích. Před seriálem Animáci měl Harnell jen málo zkušeností s hlasovým herectvím; většinou se jednalo o menší role pro společnost Disney, do kterých však „zapadal“. Harnell prozradil, že při konkurzu do pořadu napodobil Johna Lennona a ten „dopadl skvěle“.
LaMarche byl dlouholetým obdivovatelem Orsona Wellese a jeho nechvalně proslulého výstupu Frozen Peas. Když se účastnil konkurzu na různé postavy v seriálu, okamžitě si všiml, že Kápo (Brain) má podobnou osobnost jako Welles, a rozhodl se mu propůjčit svůj hlas. Paulsen se při tvorbě hlasu Rudy (Pinky) inspiroval britskými komediemi, a to například seriálem Monty Pythonův létající cirkus.
Stonerová poznamenala, že když Spielbergovi předvedla, jak by měl znít hlas veverky Kecky (Slappy), řekl, že by ji měla hrát ona sama. Podle Romanoové si osobně vybrala do role Rity Bernadette Petersovou. Další hlasy propůjčili Jim Cummings, Paul Rugg, Vernee Watson-Johnson, Jeff Bennett a Gail Matthius. V seriálu si zahráli také tři synové Toma Rueggera. Nathan Ruegger po celou dobu seriálu daboval veverčáka Hoppyho (Skippy Squirrel), synovce veverky Kecky (Slappy), Luke Ruegger namluvil postavu The Flame v historických segmentech seriálu a Cody Ruegger namluvil Birdie ze segmentu „Wild Blue Yonder“.

### Animace
Animační práce na seriálu Animáci byly v průběhu jeho výroby zadány několika různým americkým i mezinárodním animátorským studiím. Patřily mezi ně japonské Tókjó Movie Šinša, chicagské StarToons, tchajwanské Wang Film Productions, čínské Shanghai Morning Sun Animation a Sichuan Top Animation, novozélandské Freelance Animators New Zealand a jihokorejské Seoul Movie (dceřiná společnost TMS) a AKOM. Většina epizod seriálu měla v jednotlivých segmentech často animace od různých studií.
Animáci byli vyrobeni s vyšší produkční hodnotou než běžné animované televizní seriály; seriál měl vyšší počet celuloidových snímků než většina tehdejší kreslené televizní tvorby. Postavy se často pohybují plynule, nestojí pravidelně na místě a nemluví jako v jiných kreslených televizních seriálech.

### Hudba
Seriál Animáci měl na animovaný pořad bohatou hudební složku, v každé epizodě zazněla alespoň jedna původní píseň. Nápad na původní hudební doprovod v každé epizodě pocházel od Stevena Spielberga. Animáci měli 35členný orchestr a sedm skladatelů mělo za úkol napsat pro seriál původní hudbu. Byli jimi Richard Stone, Steve Bernstein, Julie Bernstein, Carl Johnson, J. Eric Schmidt, Gordon Goodwin a Tim Kelly. Velký orchestr se v moderní animované tvorbě společnosti Warner Bros. začal používat s předchůdcem Animáků, a to u seriálu Drobečkové. Nicméně u Animáků se Spielberg o jeho využití zasadil ještě více. Přestože výsledkem byl velmi nákladná výroba, „zvuk nás odlišuje od všech ostatních v animované tvorbě“, řekl Jean MacCurdy, výkonný producent seriálu. Podle Steva a Julie Bernsteinových byla hudba k Animákům nejen napsána ve stejném stylu jako hudba skladatele Looney Tunes Carla Stallinga, ale byla také nahrána na Eastwoodově scéně, kterou Stalling využíval, stejně jako jeho klavír. Vedoucí producent Tom Ruegger uvedl, že scenáristé Randy Rogel, Nicholas Hollander a Deanna Oliverová napsali pro seriál „spoustu hudby“.

## Znaky a humor
Humor, jenž se objevuje v Animácích, je různého druhu, a to od parodie až po kreslené násilí. Seriál parodoval televizní pořady a filmy. Spielberg v jednom rozhovoru obhajoval „neuctivost“ Animáků tím, že produkční štáb seriálu má „svůj názor“ a „nesedí pasivně a nehraje na obě strany stejně“. Spielberg také řekl, že humor seriálu, jenž spočívá ve společenském komentáři a neuctivosti, byl inspirován kreslenými filmy bratří Marxů a Looney Tunes. Animáci, kromě jiných Spielbergem produkovaných seriálů, obsahovali velké množství kresleného násilí. Spielberg obhajoval násilí tím, že seriál má vyváženou míru násilného humoru i vzdělávacích segmentů, takže se nikdy nestane ani příliš násilným, ani „neškodným“. Animáci také využívali chytlavé hlášky, opakující se vtipy a segmenty a humor „pro dospělé“.

### Opakující se vtipy a hlášky
Postavy v seriálu Animáci měly vlastní hlášky, přičemž některé z nich jich měly více než jednu. Mezi známé hlášky patří Yakkovo „Goodnight, everybody!“ („Dobrou noc, všichni!“), jež běžně zaznívá po humoru pro dospělé, Wakkovo „Faboo!“ a Dádiny časté výroky o její roztomilosti. Nejvýraznější hláškou, kterou říkali všichni tři Warneři, se stalo „Hello-o-o, nurse!“. Tom Ruegger řekl, že „Hello-o-o, nurse!“ mělo být hláškou podobně jako hláška Bugse Bunnyho „Eh, what's up, Doc?“ („Eh, co je doktore?“). Před ústřední znělkou každého segmentu „Ruda a Kápo“ se Ruda zeptá: „Gee, Brain, what do you want to do tonight?“ („Hej Kápo, co chceš dělat dnes v noci?“ (1. intro)/„Kápo, co dnes budeme dělat?“,„Kápo, co podnikneme večer?“,„Čau Kápo, co děláš dneska večer?“„ Hej Kápo, co budeme dneska dělat?“(2. intro)), na což Kápo odpoví: „The same thing we do every night, Pinky: try to take over the world!“ („No přece to samé, co každou noc, Rudo: pokusíme se převzít vládu nad světem!“ (1. intro)/„No přece jako každej večer, Rudo: roztočíme to úplně jinde!“, „To samý co děláme každou noc, Rudo: zkusíme převzít vládu nad světem!“, „To co dělám každý večer, Rudo: chci převzít vládu nad světem!“, „To co děláme každý večer, Rudo: zkusíme ovládnout svět!“(2. intro)). Během těchto epizod se Kápo často ptá Rudy: „Pinky, are you pondering what I'm pondering?“ („Rudo, myslíš na to, na co myslím já?“) a Ruda odpoví nesouvisejícím výrokem, jenž se s každou epizodou mění. Scenárista Peter Hastings řekl, že tyto hlášky neúmyslně vytvořil, když psal scénář k epizodě „Win Big“ („Pokus o velkou výhru“). Poté se je rozhodla použít producentka Sherri Stonerová, jež je nechala vložit do pozdějších epizod.
V seriálu se často objevovaly gagy a opakující se segmenty. Závěrečné titulky každé epizody vždy obsahovaly jeden vtip a končily gagem s vodárenskou věží podobným gaučovému gagu v Simpsonových. Režisér Rusty Mills a vedoucí producent Tom Ruegger uvedli, že opakující se segmenty, jako je gag s vodárenskou věží a další segment s názvem „The Wheel of Morality“ (který podle Yakkových slov „přidává nudnou vzdělávací hodnotu tomu, co by jinak bylo téměř zcela zábavným programem“, a končí „mravním naučením“, jež nedává absolutně žádný smysl), usnadňovaly výrobu jednotlivých epizod, protože stejné animované scény mohly být použity vícekrát (a v případě Wheel segmentů umožňovaly producentům přidat segment tam, kde v epizodě nebylo místo na nic jiného).

### Humor a obsah určený pro dospělé
Velká část humoru a obsahu Animáků byla určena dospělému publiku a točila se kolem skrytých sexuálních narážek a odkazů na popkulturu. Seriál parodoval filmovou komedii Perný den a pěveckou skupinu Tři tenoři, dva odkazy, jež dle deníku The New York Times „oslovovaly starší publikum“. Komické opery Gilberta a Sullivana Piráti z Penzance a H.M.S. Pinafore byly parodovány ve třetí epizodě „HMS Yakko“. Osobnosti Warnerů byly založeny na osobnostech bratrů Marxových a Jerryho Lewise. Důvodem bylo dle scenáristy Petera Hastingse to, že „způsobují zmatek“ ve „vážných situacích“. Kromě toho se v seriálu opakovaně objevoval segment „Goodfeathers“, který byl obsazen postavami založenými na postavách z filmů Kmotr a Mafiáni, kriminálních dramat s hodnocením R, jež nebyla prodávána ani určena dětem. Některý obsah Animáků byl nejen zaměřen na dospělé publikum, ale měl i sugestivní charakter; jedna z postav, Minerva Mink, měla epizody, které cenzoři stanice považovali za příliš sexuálně sugestivní pro zamýšlené publikum pořadu, kvůli čemuž byla brzy vyřazena z hlavních postav. Vtipy s takovými narážkami často končily Yakkovým „Dobrou noc, všichni!“.

### Parodie
Seriál parodoval populární televizní pořady a filmy a karikoval známé osobnosti. Dělal si legraci z celebrit, celovečerních filmů, televizních seriálů pro dospělé (ze seriálů Show Jerryho Seinfelda, Beverly Hills 90210, Přátelé a dalších), televizních seriálů pro děti (například Barney a přátelé a Lumpíci) a trendů ve Spojených státech. Jedna epizoda si dokonce dělala legraci z konkurenčního seriálu Power Rangers a další díl karikoval své vlastní internetové fanoušky. Animáci si také dělali legraci z filmů společnosti Disney a vytvářeli parodie na její animovanou tvorbu, například na filmy Lví král, Kráska a zvíře, Pocahontas, Bambi a další. Režisér seriálu Russell Calabrese prohlásil, že nejenže se stalo komplimentem být parodován v Animácích, ale že v nich být parodován je považováno za „odznak cti“.

### Písně
V Animácích zazněla hudba různých typů. Mnohé písně byly parodiemi na klasickou nebo lidovou hudbu s naučnými texty. Patří mezi ně „Yakko's World“ a „Nations of the World updated“, v níž Yakko zpívá jména všech 200 národů tehdejšího světa na melodii tance Jarabe Tapatío. V písni „Wakko's America“ vyjmenoval Wakko všechny státy USA a jejich hlavní města na melodii folkové písně „Turkey in the Straw“. V další skladbě s názvem „The Presidents“ vyjmenovali sourozenci Warnerovi každého prezidenta USA podle melodie „William Tell Overture“ (s krátkými úryvky melodií „Mademoiselle from Armentieres“ a „Dixie“). V seriálu se objevily i parodie na písně, jež nebyly naučné, například píseň „Slippin' on the Ice“ parodovala skladbu „Singin' in the Rain“. Většina skupin postav měla pro své segmenty v pořadu vlastní znělku.
Ústřední znělka Animáků v podání Warnerů získala cenu Emmy za nejlepší píseň. Ruegger napsal text a Stone složil hudbu k úvodní znělce. Bylo vydáno několik alb seriálu a VHS nahrávek, včetně samostatných CD Animaniacs, Yakko's World a Animaniacs Variety Pack a kazet Animaniacs Sing-Along: Yakko's World a Animaniacs Sing-Along: Mostly in Toon.

## Přijetí
Seriál Animáci se stal úspěšným a získal si fanoušky mezi dětmi i dospělými. Měl vyšší sledovanost než konkurenční animované seriály a obdržel osm cen Daytime Emmy.

### Kritika a popularita
Během svého vysílání se Animáci stali druhým nejoblíbenějším dětským pořadem ve věku 2–11 let i 6–11 let (hned po seriálu Strážci vesmíru). Animáci spolu s dalšími animovanými seriály přispěli také k vysoké sledovanosti programového bloku Fox Kids, jež byla mnohem vyšší než u jejích konkurentů. V listopadu 1993 Animáci a Drobečkové téměř zdvojnásobily sledovanost konkurenčních seriálů Kačer Kabrňák a Goofyho tlupa ve věku 2–11 let a 6–11 let, což jsou pro dětské stanice velmi důležité demografické skupiny. Na stanici Kids' WB sledoval seriál každý týden přibližně 1 milion dětských diváků.
Ačkoli byli Animáci oblíbení mezi mladšími diváky (jež jsou cílovou skupinou pro kreslené seriály společnosti Warner Bros.), kladně je přijalo i dospělé publikum; v roce 1995 byla více než pětina diváků ve všední den (od pondělí do pátku v 16:00) a v sobotu ráno (v 8:00) starší 25 let. Velká základna dospělých fanoušků dokonce vedla ke vzniku jednoho z prvních internetových fandomů. V době největší slávy seriálu byla internetová diskusní skupina alt.tv.animaniacs aktivním místem, kde se scházeli jeho fanoušci (většinou dospělí) a zveřejňovali v ní referenční příručky, fanfikce a fanouškovské artworky. Popularita seriálu na internetu nezůstala bez povšimnutí jeho producentů a dvacet nejaktivnějších účastníků z diskusní skupiny bylo v srpnu 1995 pozváno na setkání do studia Warner Bros. Animation.

### Nominace a ocenění
První významné ocenění získal seriál Animáci v roce 1993, kdy za svou první řadu obdržel Peabodyho cenu. V roce 1994 byli nominováni na dvě ceny Annie, jednu za „Nejlepší animovaný televizní pořad“ a druhou za „Nejlepší počin v oblasti hlasového herectví“ (Frank Welker). Získali dvě ceny Daytime Emmy za „Vynikající úspěch v hudební režii a kompozici“ a „Vynikající původní píseň“ (ústřední znělka seriálu). V roce 1995 byl seriál čtyřikrát nominován na cenu Annie, jednou za „Nejlepší animovaný televizní pořad“, dvakrát za „Hlasové herectví v oblasti animace“ (Tress MacNeilleová a Rob Paulsen) a jednou za „Nejlepší individuální úspěch za hudbu v oblasti animace“ (Richard Stone). V témže roce byl nominován na cenu Kids' Choice v kategorii nejoblíbenějšího animovaného seriálu. V roce 1996 získali Animáci dvě ceny Daytime Emmy, jednu za „Vynikající animovaný pořad pro děti“ a druhou za „Vynikající úspěch v animaci“. O rok později byli nominováni na cenu Annie za „Nejlepší individuální počin: Režie v televizní produkci“ (Charles Visser za epizodu „Noel“). Obdrželi také další dvě ceny Daytime Emmy, jednu za „Vynikající animovaný pořad pro děti“ a druhou za „Vynikající hudební režii a kompozici“. V roce 1998, tedy v posledním roce, kdy byly vyrobeny nové epizody seriálu, byli Animáci nominováni na cenu Annie v kategorii „Vynikající úspěch v denním animovaném televizním pořadu“. Získali také cenu Daytime Emmy za „Vynikající hudební režii a kompozici“ (za epizodu „The Brain's Apprentice“). V roce 1999 získali cenu Daytime Emmy v kategorii „Vynikající úspěch v hudební režii a kompozici“. Ziskem této ceny vytvořili rekord v počtu obdržených cen Daytime Emmy v dané kategorii pro každé jednotlivé animační studio. V roce 2009 označil server IGN Animáky za 17. nejlepší animovaný televizní seriál. Dne 24. září 2013 byl seriál zařazen mezi „60 nejlepších televizních kreslených seriálů všech dob“ společnosti TV Guide.

## Historie
| Řada         | Segmenty     | Díly         | Premiéra v USA    | Premiéra v USA     | Premiéra v ČR     | Premiéra v ČR   | Stanice v USA                  | Stanice v ČR  |
| Řada         | Segmenty     | Díly         | První díl         | Poslední díl       | První díl         | Poslední díl    | Stanice v USA                  | Stanice v ČR  |
| ------------ | ------------ | ------------ | ----------------- | ------------------ | ----------------- | --------------- | ------------------------------ | ------------- |
| 1            | 171          | 65           | 13. září 1993     | 23. května 1994    | 11. prosince 1994 | 3. března 1996  | Fox (Fox Kids)                 | ČT 1 Supermax |
| 2            | 12           | 4            | 10. září 1994     | 12. listopadu 1994 | 2001              | 2001            | Fox (Fox Kids)                 | Supermax      |
| 3            | 46           | 13           | 9. září 1995      | 24. února 1996     | 2001              | 2002            | The WB (Kids' WB)              | Supermax      |
| 4            | 22           | 8            | 7. září 1996      | 16. listopadu 1996 | 2002              | 2002            | The WB (Kids' WB)              | Supermax      |
| 5            | 23           | 9            | 8. září 1997      | 14. listopadu 1998 | 2002              | 2003            | The WB (Kids' WB)              | Supermax      |
| Wakko's Wish | Wakko's Wish | Wakko's Wish | 21. prosince 1999 | 21. prosince 1999  | nebylo vysíláno   | nebylo vysíláno | domácí video (direct-to-video) |               |

### Éra Fox Kids: Díly 1–⁠69
Animáci měli premiéru 13. září 1993 na programovém bloku Fox Kids stanice Fox a byli zde vysílány až do 8. září 1995;  nové epizody vyšly ve dvou řadách mezi lety 1993 až 1994. V první řadě seriálu bylo odvysíláno 65 dílů, protože stanice Fox je všechny objednala najednou. Během vysílání na Fox Kids se Animáci proslavili svým jménem a stali se druhým nejoblíbenějším pořadem mezi dětmi ve věku 2–11 let a dětmi ve věku 6–11 let, a to za pořadem Strážci vesmíru, jenž měl premiéru ve stejném roce. Dne 30. března 1994 se Yakko, Wakko a Dáda poprvé objevili v kině na filmovém plátně v krátkém animovaném filmu „I'm Mad“, který měl celostátní premiéru společně s celovečerním animovaným filmem O Malence. V hudebním kraťasu se Yakko, Wakko a Dáda hádali během cesty autem. Producenti Steven Spielberg, Tom Ruegger a Jean MacCurdyová chtěli, aby se „I'm Mad“ stal prvním ze série krátkých filmů, jež přiblíží seriál širšímu publiku. Jednalo se však o jediný krátký film o Animácích, jenž byl natočen pro kina. Film byl později začleněn do 69. epizody seriálu. Po 65. epizodě se Animáci nadále vysílali v reprízách na Fox Kids. Jediné nové epizody, které v této době vznikly, byly zahrnuty do druhé čtyřdílné řady a vycházely z nepoužitých scénářů. Po roce vysílání repríz na Fox Kids se seriál přestěhoval na nový dětský programový blok společnosti Warner Bros. s názvem Kids' WB.

### Éra Kids' WB: Díly 70–⁠99
Seriál byl natolik populární, že studio Warner Bros. Animation investovalo do dalších jeho epizod po tradiční 65. epizodě, jež byla hraniční pro syndikaci. Animáci měli premiéru na novém dětském programovém bloku Kids' WB dne 9. září 1995, přičemž jejich nová řada čítala 13 dílů. V této době dostaly populární kreslené postavičky Rudla a Koumák vlastní půlhodinový seriál Neuvěřitelná dobrodružství Rudly a Koumáka. Společnost Warner Bros. v tiskové zprávě uvedla, že seriál každý týden sledovalo více než 1 milion dětských diváků.
Navzdory svému úspěchu na Fox Kids, byl seriál na Kids' WB úspěšný pouze nezamýšleným způsobem. Přivedl totiž dospělé diváky a diváky mimo cílovou demografickou skupinu malých dětí, na kterou Kids' WB mířilo. Tento nezamýšlený výsledek dospělých diváků a nedostatečný počet mladých diváků vytvořil tlak na stanici WB ze strany inzerentů a vyvolal její nespokojenost vůči seriálu. Objednávek od stanice na další epizody pomalu ubývalo a Animáci dostali ještě pár krátkých řad, jež spoléhaly na zbylé scénáře a storyboardy. Čtvrtá řada měla pouhých osm epizod namísto původních 18, protože Warner Bros. bylo nespokojeno se seriálem. 99. a závěrečná epizoda seriálu byla odvysílána 14. listopadu 1998.
Deník Chicago Tribune v roce 1999 napsal, že byla zrušena produkce nových dílů Animáků a že nadcházející direct-to-video film Animaniacs: Wakko's Wish bude jejich zakončením. Animation World Network uvedlo, že společnost Warner Bros. propustila více než 100 výtvarníků, což přispělo k omezení výroby původního seriálu. Producent Tom Ruegger vysvětlil, že namísto výroby nových epizod se Warner Bros. rozhodlo využít už vytvořené díly, dokud se „někdo nebude dožadovat dalších“. Segmenty Animáků byly promítány spolu se segmenty z jiných kreslených filmů v rámci programu The Cat&Birdy Warneroonie PinkyBrainy Big Cartoonie Show. Ruegger tehdy řekl, že přestávka je „dočasná“. Po skončení seriálu jeho produkční tým vytvořil film Animaniacs: Wakko's Wish, jenž byl vydán 21. prosince 1999. V roce 2016 Ruegger na svém účtu na Reddit AMA uvedl, že úpadek Animáků a dalších seriálů byl důsledkem investic společnosti Warner Bros. do mnohem levnějšího anime seriálu Pokémon. Poté, co Warner Bros. získalo distribuční práva levnějšího a úspěšnějšího anime, se stanice rozhodla méně investovat do původních pořadů, jakými byli například právě Animáci.

### Po ukončení seriálu
Po Animácích Spielberg opět spolupracoval se studiem Warner Bros. Animation na produkci krátce vysílaného seriálu Steven Spielberg Presents Freakazoid a spin-offu Animáků Neuvěřitelná dobrodružství Rudly a Koumáka, z něhož později vznikl seriál Pinky, Elmyra & the Brain. V pozdější polovině desetiletí společnost Warner Bros. vyprodukovala také dva další komediální animované seriály s názvy Histeria! a Detention, jež byly ve srovnání s předchozími seriály krátkodobé a neúspěšné. Později Warner Bros. omezilo velikost svého animačního studia, protože seriál Histeria! překročil svůj rozpočet, a většina produkce dalších animovaných komediálních seriálů společnosti skončila.
Od roku 2016 Paulsen, Harnell a MacNeillová společně koncertují jako Animaniacs Live!, kde hrají písně ze seriálu spolu s celým orchestrem. Mezi písněmi se nachází i aktualizovaná verze písně „Yakko's World“ od Randyho Rogela, jež obsahuje novou sloku, aby zahrnovala národy, které vznikly po jejím původním odvysíláním, například ty po rozpadu Sovětského svazu.

## Wakko's Wish
Warneři si zahráli v celovečerním filmu Animaniacs: Wakko's Wish. Film se odehrává ve fiktivním městečku Acme Falls, ve kterém jsou sourozenci a zbytek osazenstva Animáků pod nadvládou chamtivého krále, jenž si jejich rodnou zemi podmanil. Když se Warneři dozvědí o hvězdě, jež splní přání prvnímu člověku, který se jí dotkne, sourozenci, vesničané (osazenstvo Animáků) a král spolu závodí, aby se k ní dostali jako první. Přestože děti i dospělí hodnotili film v testovacích projekcích velmi pozitivně, společnost Warner Bros. se jej rozhodla vydat na domácím videu, místo aby utrácela peníze za reklamu. Warner Bros. vydalo film na VHS 21. prosince 1999; na DVD pak vyšel mnohem později, a to 7. října 2014.

## Produkty

### Domácí média
Epizody seriálu byly vydávány na DVD a VHS v průběhu jeho vysílání i po jeho skončení.
Animáci vyšli na VHS kazetách ve Spojených státech a ve Spojeném království. Všechny tyto kazety se již nevydávají, ale jsou stále k dostání u internetových prodejců. Uvedené epizody jsou náhodně promíchané a nejsou řazeny v žádném konkrétním pořadí podobném seriálu. Každý videozáznam tvořilo čtyři až pět dílů, jež byly doplněny o několik kratších scének, přičemž jejich stopáž se pohybovala okolo 45 minut.
Počínaje 25. červencem 2006 začala společnost Warner Home Video vydávat DVD sety seriálu v pořadí původních dat vysílání epizod. První z nich se prodával velmi dobře; více než polovina vyrobených kusů se prodala během prvního týdne, což z něj udělalo jeden z nejrychleji prodávaných DVD setů s animovanou tvorbou, který kdy Warner Home Video vydalo.
| Název DVD           | Počet dílů  | Datum vydání      | Doplňující informace |
| ------------------- | ----------- | ----------------- | --- |
| Animaniacs Volume 1 | 25          | 25. července 2006 | Tento pětidiskový set obsahuje prvních 25 dílů první řady. Je v něm zahrnut také středně dlouhý film „Animaniacs Live!“, v němž Maurice LaMarche vede prostřednictvím satelitní televize rozhovor s hlasovými herci, scenáristy a skladateli seriálu Animáci a společně se o něm baví. |
| Animaniacs Volume 2 | 25          | 5. prosince 2006  | Tento pětidiskový set obsahuje druhých 25 dílů (26–50) první řady. Je doplněn o featurette „The Writers Flipped, They Have No Script“, v němž Maurice LaMarche vede setkání scenáristů, kteří se baví o jejich nejoblíbenějších epizodách seriálu. |
| Animaniacs Volume 3 | 25          | 19. června 2007   | Tento pětidiskový set obsahuje posledních 15 dílů (51–65) první řady, všechny čtyři díly druhé řady a prvních šest epizod řady třetí. Dále obsahuje dvě featurette: „They Can't Help It If They're Cute, They're Just Drawn That Way“, produkční komentář od designérů postav, storyboardistů a uměleckých režisérů seriálu, a „They're Totally Insane-y: In Cadence with Richard Stone“, diskuse o hudbě Animáků a pocta skladateli Richardu Stoneovi. |
| Animaniacs Volume 4 | 24          | 5. února 2013     | Tento třídiskový set obsahuje posledních sedm epizod třetí řady (76–82) a všechny epizody čtvrté (83–90) a páté řady (91–99). Neobsahuje však žádný další bonusový materiál. |
| The Complete Series | 99 + 1 film | 2. října 2018     | Tento devatenáctidiskový set obsahuje všech 99 epizod ze všech pěti řad seriálu, stejně tak obsahuje i direct-to-video film Animaniacs: Wakko's Wish. Speciální featurette z předchozích prvních tří svazků jsou zde také obsaženy. |

### Tištěné publikace
Komiks Animaniacs vydávalo nakladatelství DC Comics v letech 1995 až 2000. Celkem vyšlo 59 měsíčních čísel a dvě speciální čísla. Zpočátku v něm vystupovaly všechny postavy kromě Rudy a Kápa, kteří byli hlavními postavami vlastní komiksové série (ta poprvé vyšla ve vánočním speciálu a poté byla vydávána od července 1996 do listopadu 1998, přičemž celkem vzniklo 27 čísel), ačkoli byla možná jejich camea. Série Animaniacs byla později, a to ve 43. čísle, přejmenována na Animaniacs! featuring Pinky and the Brain a před svým zrušením vyšla v dalších 16 číslech. Stejně jako televizní seriál parodovala televizní, filmové a komiksové klasiky, jako jsou Pulp Fiction: Historky z podsvětí a Akta X a další.

### Videohry
Tematika Animáků se brzy dostala do videoherního průmyslu a vznikla s ní řada her. Seznam zahrnuje tituly jako:
- Animaniacs (1994; Genesis, SNES a Game Boy)[83][84][85]
- Animaniacs: Game Pack! (1997; PC)[86]
- Pinky and the Brain: World Conquest (1998; PC)[87]
- Animaniacs: Ten Pin Alley (1998; PS1)[88]
- Animaniacs: A Gigantic Adventure (1999; PC)[89]
- Animaniacs: Splat Ball! (1999; PC)[90]
- Pinky and the Brain: The Master Plan (2002; GBA, pouze v Evropě)[91]
- Animaniacs: The Great Edgar Hunt (2005; GC, PS2 a Xbox)[92][93]
- Animaniacs: Lights, Camera, Action! (2005; GBA a DS)[94][95]

### Hudební kolekce
Protože se v seriálu Animáci objevilo mnoho písní, rozhodlo se je vydavatelství Rhino Entertainment a Time Warner Kids vydat v albech. Mezi tato alba patří:
- Animaniacs (1993)
- Yakko's World (1994)
- Animaniacs Variety Pack (1995)

V průběhu vysílání seriálu navíc vyšlo album A Christmas Plotz, jež bylo následně znovu vydáno na CD pod názvem A Hip-Hopera Christmas. Po jeho ukončení vyšla pod značkou Rhino Flashback další dvě kompilační alba obsahující skladby z předchozích vydání The Animaniacs Go Hollywood a The Animaniacs Wacky Universe a kompilační album The Animaniacs Faboo! Collection (1995).

## Reboot z roku 2020
V květnu 2017 si služba Hulu objednala dvě řady rebootu Animaniacs, a to na základě popularity původního seriálu poté, co jej Netflix v roce 2016 zařadil do své nabídky. První řada o 13 dílech byla zveřejněna 20. listopadu 2020, druhá řada pak 5. listopadu 2021. Třetí a závěrečná řada měla premiéru 17. února 2023. Showrunnerem seriálu se stal Wellesley Wild a výkonným producentem Gabe Swarr. Podle Wilda se na obnovení seriálu významně podílel Steven Spielberg, jenž trval na tom, aby bylo použito mnoho původních hlasů a prvků. Navrátili se tak původní dabéři Yakka, Wakka a Dády (Paulsen, Harnell a MacNeille) a Rudy a Kápa (Paulsen a LaMarche). Byl také použit malý orchestr pro hudební díla složená Julií a Stevenem Bernsteinovými, kteří oba složili další hudbu během vysílání původního seriálu, a dalšími skladateli vyškolenými Richardem Stonem a Randym Rogelem.

## Všechny jazykové verze

### Dabing
| Jazyk                    | Místní název                                           | Počet řad | Počet dílů        | Vysíláno                                   | Stanice |
| ------------------------ | ------------------------------------------------------ | --------- | ----------------- | ------------------------------------------ | --- |
| albánština               | Animaniakët                                            | 3         | 25 (71 segmentů)  | 2007–2008                                  | Çufo |
| angličtina               | Animaniacs (originál)                                  | 5         | 99 (274 segmentů) | 1993–1998                                  | Fox Kids, The WB, CBS, Cartoon Network, Nickelodeon, Nicktoons, The Hub, YTV, Teletoon, Teletoon Retro, M-Net, Boomerang, AFN Family, Fun Channel, Hulu, Netflix |
| arabština                | الضاحكون                                               | 5         | 99 (274 segmentů) |                                            | Spacetoon, MBC 3 |
| čeština                  | Animáci                                                | 1         | 65 (172 segmentů) | 11. prosince 1994 – 3. března 1996         | ČT1 |
| čeština                  | Animáci[nedostupný zdroj]                              | 5         | 99 (274 segmentů) | 2000–2003                                  | Supermax |
| čeština                  | Animáci [nedostupný zdroj]                             | 1         | 6 (32 segmentů)   |                                            | direct-to-video (VHS) |
| dánština                 | Animaniacs                                             | 5         | 99 (274 segmentů) | ?–2016                                     | TV2 |
| finština                 | Animaaniaset                                           | 5         | 99 (274 segmentů) | 1997–2001 2007–2009                        | MTV3, Sub |
| francouzština            | Animaniacs                                             | 5         | 99 (274 segmentů) | 1994–1996 1997–1998 2007 2008–2009         | Canal+, France 3, Cartoon Network, Boomerang, Canal+ Family |
| hebrejština              | אנימניאקס                                              | 1         | 26                | 1995–2003                                  | Arutz HaYeladim |
| chorvatština             | Animanijaci                                            | 5         | 99 (274 segmentů) |                                            | HRT 2 |
| indonéština              | Animaniacs                                             |           |                   |                                            | RCTI |
| islandština              | Animaniacs                                             |           |                   |                                            | Stöð 2 |
| italština                | Animaniacs                                             | 5         | 99 (274 segmentů) |                                            | Rai 2, Cartoon Network, Boing, Boomerang, Paramount Comedy, Italia 1 |
| japonština               | アニマニアックス                                       | 1         | 13                | 1996–?                                     | Cartoon Network, TV Tokyo |
| kantonština              | 狂歡三寶                                               |           |                   |                                            | TVB Jade |
| korejština               | 애니매니악스                                           |           |                   |                                            | Tooniverse |
| maďarština               | Animánia                                               | 1         | 65 (172 segmentů) | 1996                                       | HBO, RTL Klub, TV2, Cartoon Network, Boomerang |
| nizozemština             | Animaniacs                                             | 1         | 26                | 2013–2015                                  | Boomerang |
| nizozemština             | Animaniacs                                             |           |                   | 2007–2010                                  | Nickelodeon, Nicktoons |
| němčina                  | Animaniacs                                             | 5         | 99 (274 segmentů) | 1994–?                                     | ProSieben, K-Toon, Junior, Sat.1, RTL II, Boomerang, Super RTL, Tele 5, ORF 1, SRF zwei |
| perština                 | وروجک های ناقلا                                        |           |                   |                                            | Fiimo, direct-to-video |
| polština                 | Animaniacy Archivováno 18. 4. 2023 na Wayback Machine. | 1         | 65                | 1996–1999, 1999–2002, 2000–2003, 2014–2015 | TVP3, Cartoon Network, TVN, Boomerang |
| portugalština            | Os Animaniacs                                          | 5         | 99 (274 segmentů) |                                            | Rede Globo, Warner Channel, SBT, Cartoon Network, Tooncast, Boomerang |
| portugalština            | Animaniacs                                             | 5         | 99 (274 segmentů) |                                            | RTP 1, RTP 2 |
| rumunština               | Animaniacii                                            | 5         | 99 (274 segmentů) |                                            | Cartoon Network, Boomerang |
| ruština                  | Анимашки                                               | 1         | 26                | 2014–2017                                  | Boomerang |
| ruština                  | Озорные анимашки                                       | 5         | 99 (274 segmentů) | 2003–2005 2009–2010 2012–2014 2015         | STS, TV-3, 2x2, TNT, Paramount Comedy |
| ruština                  | Аниманьяки                                             | 1         | 4 (22 segmentů)   | 1997                                       | direct-to-video |
| řečtina                  | Ανιμάνιακς                                             |           |                   | 2012–?                                     | Boomerang |
| řečtina                  | Ανιμάνιακς                                             |           |                   | 1999–?                                     | K-TV |
| řečtina                  | Ανιμάνιακς                                             |           |                   | 1996–?                                     | direct-to-video (VHS), Mega Channel, Star Channel |
| / španělština            | Animanía                                               | 5         | 99 (274 segmentů) |                                            | Warner Channel, Cartoon Network, Tooncast, Boomerang, Canal 5, Azteca 7, Teletica, Venevisión, Televen, Caracol Televisión, TVN, The Big Channel, Magic Kids, ATV, América TV, Canal 6, Frecuencia Latina, Canal 9, Telecanal, Canal 10, Telecinco 2, Paramount Comedy, Canal+, La 1, Cartoon Network (Španělsko), HBO Max |
| standardní čínština      | 乱子壳                                                 |           |                   | 2009–?                                     | direct-to-video, Douyin |
| standardní tchajwanština | 瘋狂調皮貓                                             |           |                   |                                            | direct-to-video |
| tamilština               | Animaniacs                                             |           |                   |                                            | Chutti TV |
| turečtina                | Animanyaklar                                           |           |                   |                                            | Show TV |

### Voice-over
| Jazyk        | Místní název | Počet řad | Počet dílů        | Vysíláno  | Stanice    |
| ------------ | ------------ | --------- | ----------------- | --------- | ---------- |
| bulharština  | Аниманиаци   |           |                   | 2007–2008 | Nova TV    |
| bulharština  | Аниманиаци   |           |                   | 2012–?    | bTV Comedy |
| estonština   | Animaniakid  |           |                   |           | Kanal 2    |
| polština     | Animaniacy   | 4 (2-5)   | 33                | 1996–1999 | TVP3       |
| rumunština   | Animaniacii  | 5         | 99 (274 segmentů) | 1998–1999 | TVR 1      |
| ukrajinština | Мультиманія  | 5         | 99 (274 segmentů) |           | QTV        |

### Verze s titulky
| Jazyk        | Místní název   | Stanice                |
| ------------ | -------------- | ---------------------- |
| indonéština  | Animaniacs     | VCD                    |
| islandština  | Animaniacs     | Stöð 2                 |
| nizozemština | Animaniacs     | RTL 4, Cartoon Network |
| norština     | Animaniacs     | NRK1                   |
| slovinština  | Animanijaki    | direct-to-video (VHS)  |
| švédština    | Anima-Dårpippi | SVT1, SVT, Barnkanalen |

## Český dabing

### 1. řada (ČT)
- Televizní stanice: ČT1, Supermax[pozn. 2]
- Rozsah: 1. řada – 65 dílů (172 segmentů)
- Vysíláno: 11. prosinec 1994 – 3. březen 1996 (na ČT1), 2000 (na Supermaxu)
- Vyrobilo: tvůrčí skupina Aleny Poledňákové a Vladimíra Tišnovského, 1994

| Libor Terš          | Joko (Yakko Warner)             |
| Ján Janovic         | Voko (Wakko Warner)             |
| Aťka Janoušková     | Dáda (Dot Warner)               |
| Stanislav Fišer     | Dr. Otto Scratchansniff         |
| Soběslav Sejk       | Thaddeus Plotz                  |
| Zdeněk Hess         | strážník Ralph                  |
| Vítězslav Bouchner  | Ruda (Pinky)                    |
| Oldřich Vlach       | Kápo (Brain)                    |
| Ivanka Devátá       | veverka Kecka (Slappy Squirrel) |
| Bohumil Švarc       | veverčák Hoppy                  |
| Ladislav Županič    | Bobo (Bobby)                    |
| Mojmír Maděrič      | Gogo (Pesto)                    |
| Bohuslav Kalva      | Dodo (Squit)                    |
| Jitka Molavcová     | Rita                            |
| Vlado Štancel       | Rex (Runt)                      |
| Miriam Kantorková   | Marita Hipíková                 |
| Milan Neděla        | Flavio Hipík                    |
| N/A                 | Očko (Buttons)                  |
| Martina Holomčíková | Minka (Mindy)                   |
| N/A                 | Katie Ka-Boom                   |
| N/A                 | Kohout Boo (Chicken Boo)        |

### 1. řada (VHS)
- Rozsah: 6 kazet s díly z 1. řady (32 segmentů)
- Vyrobilo: AB Barrandov, pro Warner Home Video, 1994

| Jiří Kodeš            | Yakko Warner (část 1–2)   |
| Otakar Brousek mladší | Yakko Warner (část 3–4)   |
| Bohdan Tůma           | Yakko Warner (část 5–6)   |
| Martin Sobotka        | Wakko Warner              |
| Eva Hrušková          | Dot Warner (část 1–4)     |
| Jitka Morávková       | Dot Warner (část 5–6)     |
| Martin Sobotka        | Pinky                     |
| Otakar Brousek mladší | Brain (část 1–4)          |
| Bohdan Tůma           | Brain (část 5–6)          |
| Inka Šecová           | veverka Slappy (část 1–2) |
| Eva Spoustová         | veverka Slappy (část 4)   |
| Daniela Bartáková     | veverka Slappy (část 5–6) |
| Eva Hrušková          | veverka Skippy (část 1-4) |
| Jitka Morávková       | veverka Skippy (část 5–6) |
| Eva Hrušková          | Mindy                     |
| Martin Kolár          | Buttons                   |
| Bedřich Šetena        | otec Mindy                |
| Eva Spoustová         | matka Mindy               |

### 2.-5. řada (Supermax)
- Televizní stanice: Supermax
- Rozsah: 2. – 5. řada – 34 dílů (102 segmentů)
- Vysíláno: 2001–2003
- Vyrobilo: Česká programová společnost v produkci Dubtracks, 2001

| Zbyšek Pantůček    | Joko (Yakko Warner)                |
| Zdeněk Mahdal      | Joko (Yakko Warner) (některé díly) |
| Bohdan Tůma        | Voko (Wakko Warner)                |
| Jana Mařasová      | Dáda (Dot Warner)                  |
| Jan Schánilec      | Thaddeus Plotz                     |
| Zdeněk Mahdal      | Kápo (Brain)                       |
| Miroslava Součková | veverka Kecka (Slappy Squirrel)    |
| Eva Spoustová      | veverčák Skokan (Skippy Squirrel)  |
| Zdeněk Mahdal      | Pesto                              |
| Zdeněk Podhůrský   | Bobby                              |
| N/A                | Buttons                            |
| Eva Spoustová      | Minka (Mindy)                      |
| N/A                | Katie Ka-Boom                      |
| N/A                | Kohout Boo (Chicken Boo)           |